# Pellolessertia castanea
Pellolessertia castanea là một loài nhện trong họ Salticidae.
Loài này thuộc chi Pellolessertia. Pellolessertia castanea được Roger de Lessert miêu tả năm 1927.